# Syfy (亞洲)
Syfy（又稱超自然科幻頻道）為一專門播放科幻、奇幻與恐怖類型電影與電視劇的娛樂頻道，由NBC環球旗下NBC環球國際電視網所有的衛星及有線電視頻道。NBC環球因應收視習慣的改變，決定收播亞洲區頻道。

## 版本
- Syfy 亞洲－新加坡／馬來西亞／香港／菲律賓／泰國／雅加達，使用HD高畫質於亞洲國家放送。
- Syfy 台灣－與亞洲版節目相同，但由杰德影音代理當地經營，並以HD高畫質播送。

## 影集
- 阿爾法戰士
- 超越時間線
- 暗物質
- 地球異世界
- 天使聖戰
- 天才之城
- 銀河迷航（英语：Farscape）
- 異天堂
- 全面駭入
- 探險奇兵（英语：The Librarians (2014 TV series)）
- 靈媒緝凶
- 梅林傳奇
- 新阿達一族（英语：The New Addams Family）
- 辛巴達歷險記（英语：Sinbad (TV series)）
- 史丹·李的幸運兒（英语：Stan Lee's Lucky Man）
- 星際爭霸戰：星艦前傳
- 星際爭霸戰
- 星際奇兵：亞特蘭提斯（英语：Stargate Atlantis）
- 超自然檔案
- 第13號倉庫
- 殭屍國度

## 相關
- Syfy

## 外部連結
- 官方网站
- Syfy Asia的Facebook專頁
- Syfy Asia的X（前Twitter）
- Syfy 超自然科幻頻道 | 杰德影音（页面存档备份，存于）